# Alexandr Gorfunkel
Alexandr Chaimovič Gorfunkel (rusky Алекса́ндр Хаи́мович Горфу́нкель; 11. července 1928 v Petrohradě – 26. dubna 2020 v Bostonu) byl sovětský a americký knižní historik židovského původu, bibliograf, kandidát historických věd, doktor filozofických věd, jeden z největších znalců a autorit v oblasti renesanční filozofie a autor významných spisů týkajících se renesančních děl. Napsal více než 300 knih a článků. Byl také překladatelem z latiny a italštiny.

## Životopis
V roce 1950 absolvoval Petrohradskou státní univerzitu. 1993 odešel do Spojených států, kde působil na Harvardově univerzitě (Davis Center for Russian and Eurasian Studies).

## Publikace
- Горфункель А. Х. Философия эпохи Возрождения: Учебное пособие. — М.: Высшая школа, 1980. — 368 с.

Překlady do češtiny
- GORFUNKEL, Alexandr. Renesanční filozofie. Překlad : Vilém Herold a Václava Steindlová. 1. vyd. Praha: Svoboda, 1987. 311 s.